# Stade de la Maladière
Das Stade de la Maladière ist ein Fussballstadion in der Schweizer Stadt Neuenburg (französisch Neuchâtel), Hauptort des gleichnamigen Kantons. Es war bis Ende Januar 2012 die Heimspielstätte des in den Konkurs gegangenen Fussballvereins Neuchâtel Xamax, welcher bis zu diesem Zeitpunkt in der Super League spielte. Der Nachfolgeverein Neuchâtel Xamax 1912 wurde am 14. April 2012 offiziell vorgestellt. Vorübergehend spielte ebenfalls der FC Biel-Bienne auf der Maladière, weil dem Stadion Gurzelen keine Lizenz ausgestellt wurde. Das Stadion fasst maximal 12'500 Zuschauer und hat 10 Logen und 200 Business-Plätze. Es wurde 2007 fertiggestellt und kostete über 200 Mio. Franken. Es ersetzte das alte Stade de la Maladière, das 1924 gebaut wurde und 22’130 Zuschauer fasste.

## Multifunktionszentrum
Im Komplex der Maladière befinden sich auch ein Einkaufszentrum (25'000 m²), welches von der Coop betrieben wird, ein Feuerwehrhaus (11'000 m²), sechs Sportsäle (3000 m²) und eine Tiefgarage mit 930 Parkplätzen.

## Aufbau des Komplexes
- 2. Stock: Tribünenzugang und Sportsäle
- 1. Stock: Stadion (Spielfläche, Umkleideräumen etc.)
- Parterre: Einkaufszentrum und Feuerwehrhaus
- 1. Untergeschoss: Tiefgarage und Einkaufszentrum
- 2. Untergeschoss: Tiefgarage

## Lage
Das Stadion befindet sich im Viertel La Maladière, im östlichen Teil der Stadt Neuenburg, in der Nähe des Neuenburgersees (französisch Lac de Neuchâtel). Es ist gut an den öffentlichen und den privaten Verkehr angebunden. Ausserdem ist es nahe dem Spital und der Autobahn.

## Bauträger
- Stadion: HRS Finanzierungs- und Beteiligungs AG und Stadt Neuenburg
- Kommerzielle Nutzung, Feuerwehrhaus und Sporthallen: Swisscanto und Publica
- Mieterin Einkaufsteil: Coop Basel
- Mieterin Feuerwehrkasernen und Sporthallen: Stadt Neuenburg

## Galerie

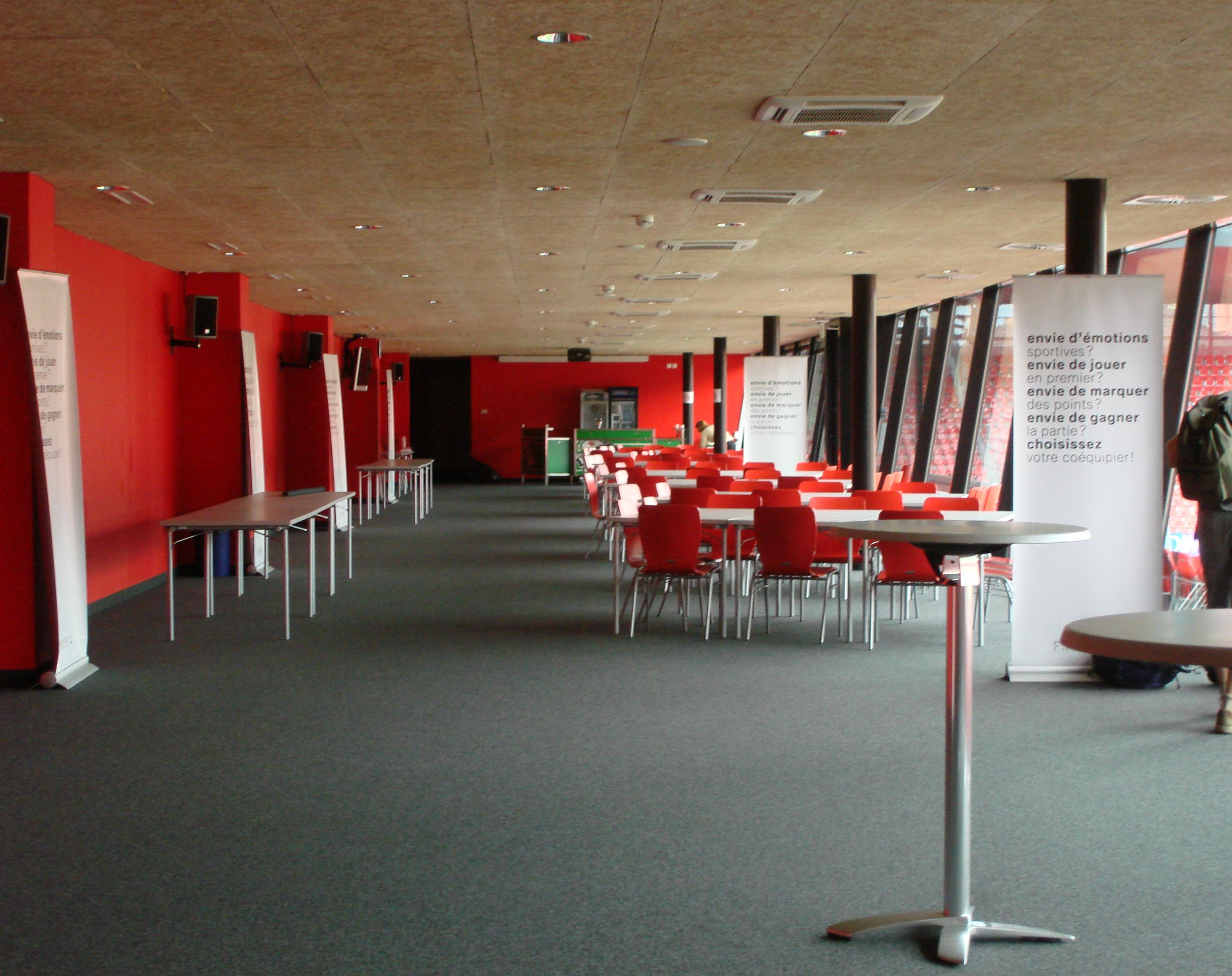
Zuschauerloge
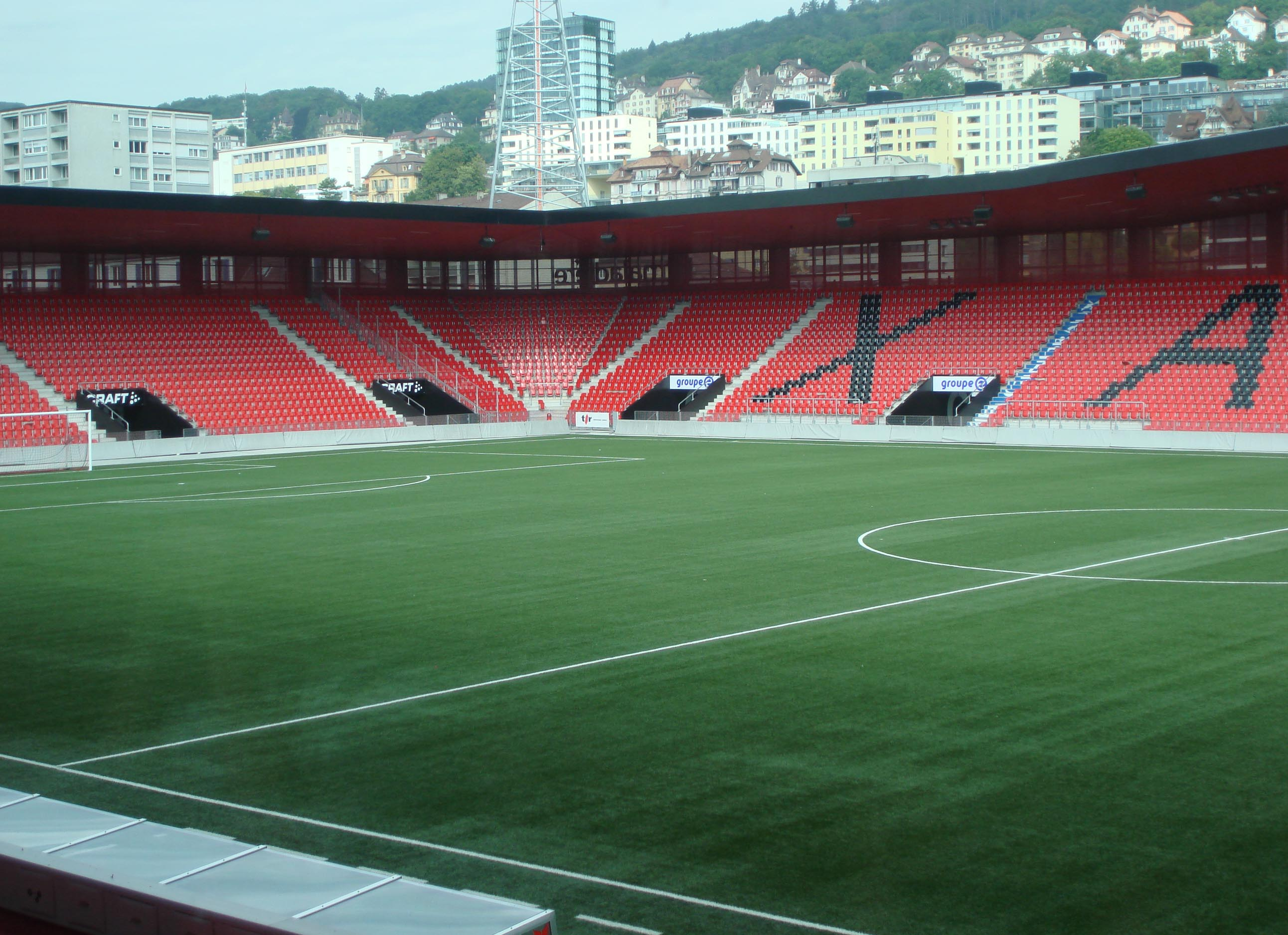
Das Spielfeld
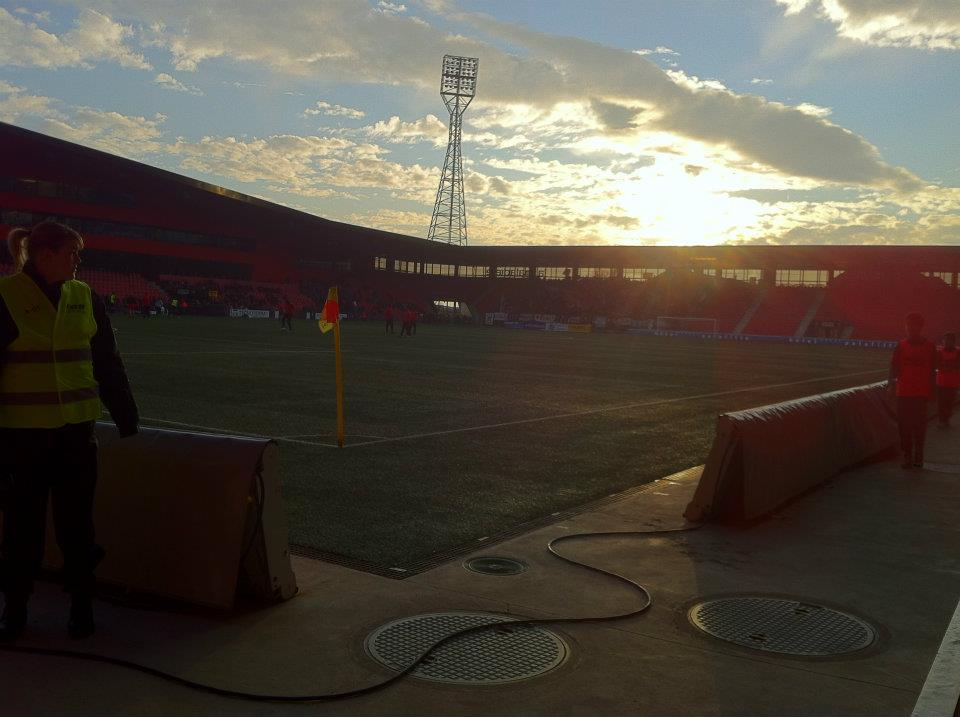
Innenansicht aus dem Norden
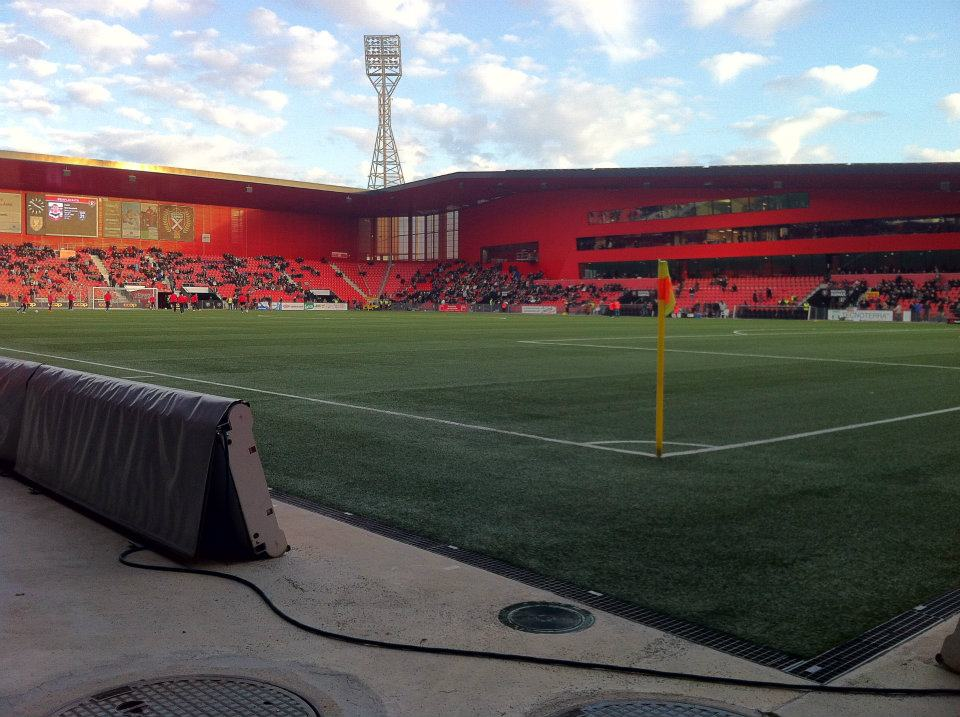
Innenansicht aus dem Süden
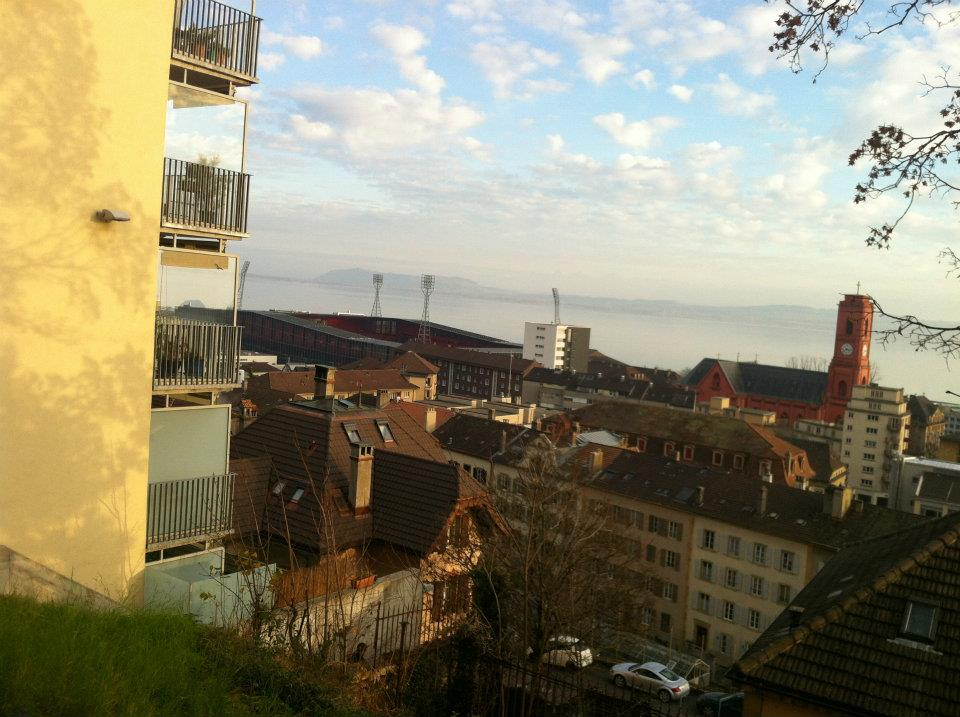
Stadion aus der Stadt gesehen
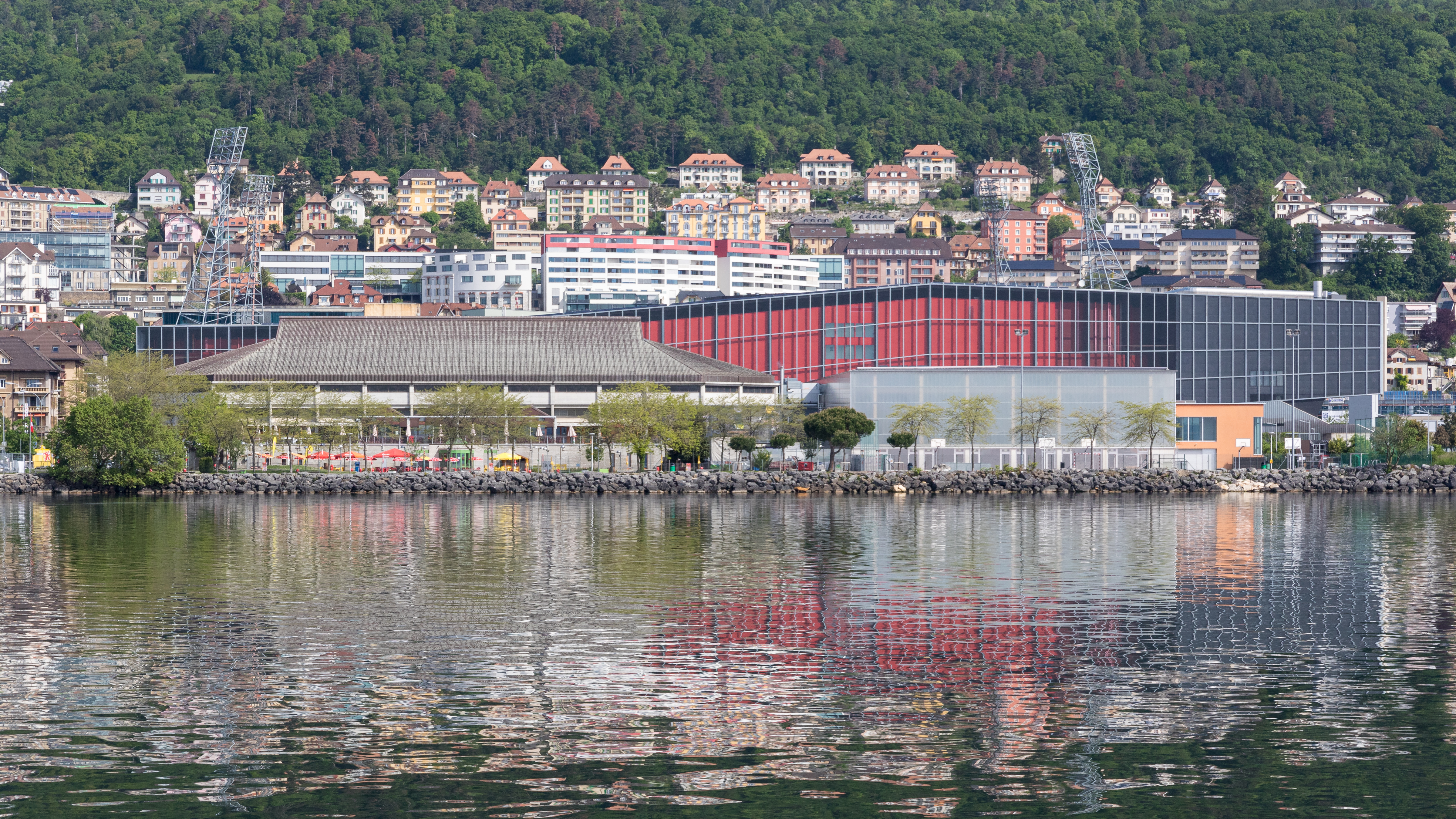
Ansicht vom See